# Partido Laborista Unido de Dominica
El Partido Laborista Progresista fue un partido político en Dominica. Participó en las elecciones generales de 1985, recibiendo un 1,7% del voto popular, sin obtener ningún escaño. No participó en elecciones posteriores.